# Recours pour excès de pouvoir (Frankreich)
Der Recours pour excès de pouvoir bezeichnet eine Form des Rechtsschutzes im französischen Verwaltungsrecht (recours contentieux). Historische Rechtsgrundlage ist das Gesetz vom 7. und 14. Oktober 1790. Er ist definiert als „die Klage, mit der jedermann, der daran ein Interesse hat, die Aufhebung einer vollziehbaren Entscheidung durch den Verwaltungsrichter wegen deren Rechtswidrigkeit begehren kann.“ Er unterscheidet sich durch sein Klageziel vom recours en indemnité, bei dem statt Aufhebung des Verwaltungsaktes Schadensersatz begehrt wird. Zu unterscheiden sind
1. die Zulässigkeit (recevabilité),
2. die Fehlerquellen (cas d’ouverture) und
3. die Urteilswirkungen.